# Puma Trophy
De Puma Trophy is een jaarlijks rugby-evenement tussen Australië (Australië Wallabies) en Argentinië (Argentinië Poemas). De eerste wedstrijd was in 2000. Sinds 2012 zijn de wedstrijden om de cup onderdeel van het The Rugby Championship, vroeger de Tri Nations Series. Tot aan de editie van 2020 won Australië de cup dertienmaal tegen 0 overwinningen voor Argentinië.
De beker is een in brons gegoten poema.

## Resultaten
In onderstaande tabel staan de resultaten van de cup. Indien er in één elk team evenveel wedstrijden in één jaar won, dan blijft de cup bij de regerende winnaar. 
| Jaar | Winnaar               | Winst | Verlies | Gelijk |
| ---- | --------------------- | ----- | ------- | ------ |
| 2000 | Australië             | 2     | 0       | 0      |
| 2002 | Australië             | 1     | 0       | 0      |
| 2012 | Australië             | 2     | 0       | 0      |
| 2013 | Australië             | 2     | 0       | 0      |
| 2014 | Australië (behouden)  | 1     | 1       | 0      |
| 2015 | Australië             | 1     | 0       | 0      |
| 2016 | Australië             | 2     | 0       | 0      |
| 2017 | Australië             | 2     | 0       | 0      |
| 2018 | Australië (behouden)  | 1     | 1       | 0      |
| 2019 | Australië             | 1     | 0       | 0      |
| 2020 | Australië (behouden)  | 0     | 0       | 2      |
| 2021 | Australië             | 2     | 0       | 0      |
| 2022 | Australië (behouden)  | 1     | 1       | 0      |
| 2023 | Argentinië            | 1     | 0       | 0      |
| 2024 | Argentinië (behouden) | 1     | 1       | 0      |